# Encofrado deslizante

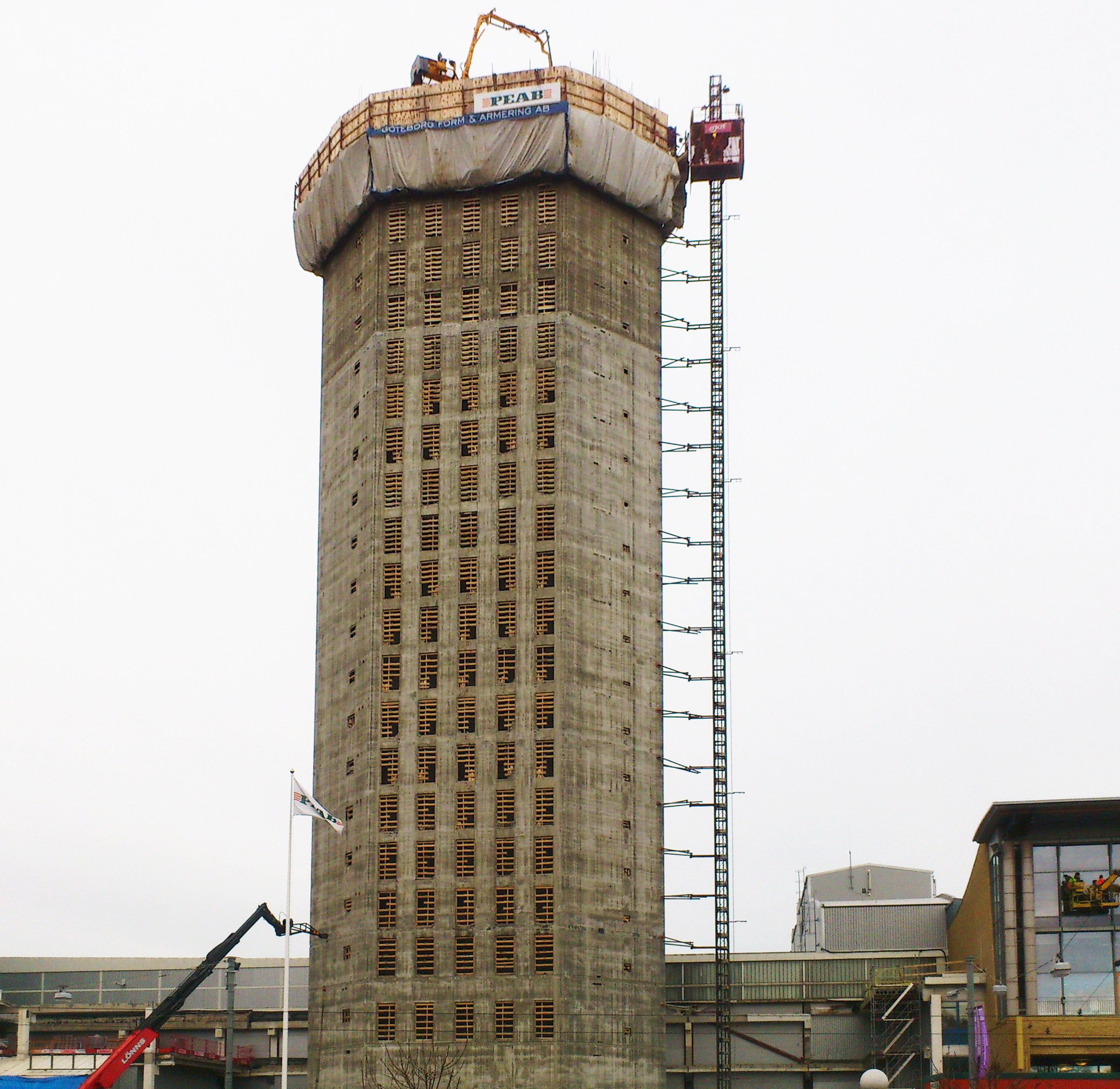
Ejemplo de encofrado deslizante. Gothia East Tower.

El encofrado deslizante es una técnica de construcción que consiste en desplazar el encofrado sin esperar que el hormigón termine completamente de fraguar. Poderosos gatos hidráulicos desplazan el encofrado hacia la dirección deseada para dejar espacio para seguir agregando nueva mezcla.
Se pueden distinguir principalmente dos tipos de encofrados deslizantes: los destinados a hacer obras horizontales (puentes y viaductos) y los destinados a las obras verticales (pilas, chimeneas construcciones especiales,  etc).
La secuencia de los trabajos de encofrado, ferrallado, hormigonado, pretensado inicial (en caso de que sea necesario) y desencofrado se realizarán de manera continua. Estos trabajos conllevan una esmerada coordinación de los diferentes equipos intervinientes (encofradores, ferrallistas, puesta en obra del hormigón, laboratorio con la rotura de probetas para comprobación de la resistencia requerida del hormigón durante el fraguado, , pretensado de cables en caso de que sea necesario, etc)
Las ventajas que tiene este procedimiento son:
- la velocidad de construcción y seguridad.
- ahorro en materiales debido a la reutilización de los mismos.
- economía de tiempos
- mejora de los acabados,  reducción y, o ausencia de tiempo empleado en los remates finales.
- poder afrontar obras de gran complejidad técnica con resultados mejores que las técnicas tradicionales de encofrado.

- Datos: Q7540838
- Multimedia: Slip forming / Q7540838